# Alexandre Breffort
 (mai 2016).
Si vous disposez d'ouvrages ou d'articles de référence ou si vous connaissez des sites web de qualité traitant du thème abordé ici, merci de compléter l'article en donnant les références utiles à sa vérifiabilité et en les liant à la section « Notes et références ».
Alexandre Breffort est un journaliste, scénariste, homme de théâtre et écrivain français, né le 22 novembre 1901 à Fourchambault (Nièvre) et mort le 22 février 1971 à Paris 7e.

## Biographie

### Origine et parcours
Originaire de la Nièvre, Alexandre Breffort est chassé de l'école communale d'Évry. Il suit d'abord des cours de gravure à l'École Boulle, les abandonne, pousse des voitures à bras pour le compte des passementiers du Sentier, prépare les Arts et Métiers à l'école Lavoisier, devient employé de bureau pour une maison fabriquant des appareils électriques, correcteur d'imprimerie à Orléans et photograveur à Paris. Après ses vingt ans, il est par la suite débardeur de péniches sur la Seine, ripeur (déchargeur des camions aux Halles), représentant en machines à écrire, vendeur de toiles à peinture, employé de bureau dans la compagnie d'assurances l'Union dont il se fait licencier en juin 1923.
Le 25 novembre 1923, il devient chauffeur de taxi, pendant quatre ans. En 1951, il raconte cette expérience de manière divertissante, dans un langage populaire et argotique dans Mon Taxi et Moi. A une époque où la conduite n'était pas intérieure, il fait s'esclaffer ses collègues chauffeurs de taxi en suggérant d'avoir des véhicules à conduite intérieure et en remplaçant le bras indiquant un changement de direction par "un signal lumineux qui se déclencherait". Dans ce livre, il narre notamment ses aventures sexuelles avec des femmes qu'il transporte dans son taxi, ainsi qu'avec une fillette de 12 ans dans les coulisses du théâtre de la Porte-Saint-Martin.
Après avoir cessé d'être chauffeur de taxi, il devient camelot en toiles et couvertures. Il y rencontre « Jo-les-Yeux-Sales », repris de justice avec lequel il s'associe pour faire de la « batouse », procédé illégal de vente.

### Le Canard enchaîné
Il est engagé comme rédacteur au Canard enchaîné en 1934, après avoir envoyé une réponse à un poème de Pierre Châtelain-Tailhade. L'engagement d'un rédacteur sans aucune expérience de presse était un fait rarissime au Canard enchaîné. Après la Seconde Guerre mondiale, il retrouve la rédaction du journal. Son humour et son talent pour les calembours deviendront rapidement proverbiaux.

### La Seconde Guerre mondiale
Pacifiste intégral, il gagne la Belgique en août 1939, passe aux Pays-Bas pour s'embarquer pour Oslo, en compagnie d'amis qui partagent ses idées, dont Roger Monclin, administrateur de La Patrie humaine. Ils furent refoulés par les Norvégiens, en direction de Stockholm, où il resta quelques mois dans la région montagneuse de Dalécarlie. Il continue alors d'envoyer ses papiers au Merle Blanc, qui avait reparu en mars 1939. Jusqu'aux accords d'armistices, il connut avec ses amis les prisons suédoises. En mai 1941, il est de retour à Paris, sans Roger Monclin, dont les Allemands refusaient le retour en raison de ses liens avec les anarchistes espagnols. En mars 1942, il est arrêté pour insoumission, il sera détenu pendant 4 mois.

### Comédie musicale
En 1956, Marguerite Monnot, compositrice attitrée d'Édith Piaf, reviendra à la comédie musicale, après avoir beaucoup hésité avant d'écrire les musiques d'Irma la Douce, dont le livret est inspiré d'une courte pièce d'Alexandre Breffort « Les harengs terribles » jouée par Michel Roux et Guy Piérauld dans un cabaret de l'avenue de l'Opéra, proche de l'Opéra comique, La Tête de l'Art.

### Irma la Douce
Alexandre Breffort s'était habitué à une petite vie dont le confort lui suffisait dès lors qu'il pouvait trinquer avec ses amis. Il avait écrit une pièce qu'il pensait drôle mais que tous les directeurs de théâtre de Paris lui avaient refusée, jusqu'à ce que le Théâtre Gramont finisse par l'accepter : Irma la Douce. Cette pièce triompha et lança Colette Renard. Il reçoit alors des droits d'auteurs très importants, y compris d'Hollywood pour son adaptation cinématographique par Billy Wilder avec Shirley MacLaine dans le rôle d'Irma pour le film Irma la Douce (1963). Il s'achète alors une propriété dans le Valais (Suisse) et vit de ses droits d'auteur, ce qui lui fait déclarer : "Je suis le seul homme qui vive honorablement d'une prostituée."

### Citations
- « Dieu est un vieux monsieur qui adore se faire prier. »
- « Quand Dieu a pétri la Terre de ses mains sacrées, il a fait une belle boulette. »
- « Une partouze, c'est l'amour avec un grand tas. »
- « Je suis gelé, dit le grand-père Zig, mettez donc une bûche dans le radiateur. » (Les contes du Grand-père Zig)
- « Quand je vois quelqu'un qui veut faire mon bonheur, je passe sur le trottoir d'en face. »

## Publications
- Les contes du Grand-père Zig, S.l., Éd. Ergé, 1946.
- Paradis, fin de section, L'Elan, 1947.
- Mon Taxi et Moi, Éd. de la Corne d'or, Nice, 1951.
- Les nouveaux contes du Grand-père Zig, Éd. de la Corne d'or, Nice, 1952.
- Irma la Douce, comédie musicale, texte d'Alexandre Breffort, 1960.
- Alexandre Breffort par Roland Bacri et ses amis, Seghers, 1976.

## Théâtre
- 1953 : Du rire...aux larmes spectacle en 2 actes et 11 tableaux de Léon-Michel, Alexandre Breffort, Bernard Dupre, André Frère et Raymond Capy, mise en scène Léon-Michel, Poche Montparnasse
- 1958 : Rididine d'Alexandre Breffort, mise en scène Maurice Vaneau, Théâtre Fontaine
- 1966 : Ta femme nous trompe d'Alexandre Breffort, mise en scène Michel Vocoret, Théâtre des Capucines
- 1970 : Le Cœur sous le paillasson de Harold Brooke et Kay Bannerman, adaptation Alexandre Breffort, mise en scène Michel Vocoret, Théâtre des Nouveautés